# Trouble de l'attachement
Pour les articles homonymes, voir TA.
Le trouble réactionnel de l'attachement (actuellement plus simplement appelé « trouble de l'attachement », en abrégé « TA ») désigne les désordres émotionnels, comportementaux et d'interaction sociale dus à un échec de l'attachement relatif aux besoins primaires lors de la petite enfance. Lorsqu'un jeune enfant (0 à 4 ans) n'est pas en relation avec un adulte significatif qui comble ses besoins primaires, l'enfant a de fortes chances de développer un trouble de l'attachement qui affectera son comportement tout au long de sa vie.
La problématique des « troubles de l'attachement » est désignée dans le DSM IV sous l'appellation de RAD (Reactive Attachment Disorder) sous le no 313.89 (DSM IV), « ce qui en fait, de manière extrêmement contestable, une maladie mentale plutôt qu'un retard de développement » selon Myriam Monseur[réf. souhaitée]. Pour l'enfant, la Classification internationale des maladies (CIM-10) décrit le trouble réactionnel de l'attachement de l'enfance.

## Les causes
La première relation que développe un enfant est celle qu’il a envers son donneur de soins, qui souvent se trouve à être sa figure parentale. Dans plusieurs cas, les personnes atteintes de ce genre de trouble auraient eu pour la majorité, un parent absent, ou une insuffisance sur le plan affectif dès un jeune âge. Effectivement, plusieurs facteurs peuvent causer l’apparition de ce genre de trouble. Par contre, le facteur principal de l’apparition de celui-ci serait un élément déclencheur ou un élément déviant sur le plan affectif . Voici quelques exemples de ce que peuvent être ces éléments déclencheurs : le manque d’une figure maternelle ou paternelle à l’enfance, la rupture soudaine d’un lien affectif, de la négligence ou de la maltraitance de la part des figures parentales . Chaque personne est unique et chacun des cas est différent. Les personnes qui sont atteintes du trouble de l’attachement dès l’enfance n’auront pas su développer correctement leur estime personnelle et leur confiance en soi. Il s’agit de personnes qui auront donc un grand besoin d’être rassurées et d’être aimées. Le besoin de validation sera également présent dû au manque qu’il y aura eu à l’enfance.Lors des premières années de vie d’un enfant, le développement de la confiance et de l’estime de soi est primordial et c’est le rôle des figures parentales de favoriser et de contribuer au bon développement de ceux-ci. Pour la majorité, les causes de ce trouble se situent dès l’enfance, mais il existe et existera bien d’autres causes pouvant provoquer un problème au niveau de l’attachement.

## Typologie
Le trouble d'attachement est un trouble qui se caractérise par des difficultés dans la création et le maintien des relations sociales saines. Ces troubles se développent pendant l'enfance à la suite de nombreux facteurs tels que le manque d'attention des parents ou un abus subi par rejet ou dévalorisation de l’enfant. Ainsi ces traumatismes peuvent causer des réactions émotionnelles intenses et désorganisées chez les enfants en réponse à des expériences traumatisantes, c’est ce qu’on appelle trouble réactionnel d’attachement.
On distingue plusieurs types de troubles de l’attachement mais les principaux sont : 

### L’attachement désinhibé
(trouble de l’engagement social désinhibé) : c’est le type d’attachement qui se caractérise par un manque de discrimination sociale et une absence de peur envers les personnes inconnues. Les enfants atteints de ce trouble ont la tendance d’être très amicaux avec tout le monde, même ceux qui sont considérés comme étrangers. Par la suite de cela ils ont du mal à reconnaitre les limites à avoir avec les autres. Cela peut être dû au mauvais traitement ainsi qu’à la négligence subie durant les premières années de leur vie, ce qui aura un impact sur leur comportement.

### L’attachement désorganisé
c’est un type d’attachement qui se caractérise par la confusion dans les relations avec les figures d’attachement, car cette dernière est à la fois une source de réconfort mais aussi de peur pour l’enfant. Ainsi l’enfant cherche du réconfort auprès de la personne tout en évitant la proximité. Ces comportements sont souvent les résultats des traumatismes ou relations instables dans leur passé.

### Le trouble réactionnel d’attachement (TRA)
Connu aussi sous le nom d’attachement réactif, ce trouble intervient par des réactions émotionnelles en réponses aux événements traumatisants vécus. Ainsi les enfants atteints de ce troubles manifestent pour la plupart un comportement agressif et menaçant à l'égard de leur autorité.

## Symptômes
La tâche qui est de prescrire le diagnostic de TRA (Trouble réactionnel de l’attachement) est complexe à cause du manque d’information portant sur l’épidémiologie et l’étiologie du TRA, qui est le facteur rendant la tache de diagnostiquer le TRA difficile. Par contre, certains symptômes semblent être récurrents. « Parmi ses symptômes, nous apercevons principalement des difficultés de régulation émotionnelle, des troubles de l’attention, du comportement, des apprentissages et des difficultés au niveau social ». Il est également possible que le trouble de l’attachement ait un impact sur l’axe HPA (l’hypothalamo-hypophyso-surrénalien est un système complexe, impliqué dans la régulation des réponses neuroendocriniennes au stress), qui est responsable de la production de cortisol. L’axe ne contrôle non seulement plus la production du cortisol, mais aussi son impact sur le cerveau. De plus, elle est responsable du fonctionnement d’autres structures limbiques telles que l’hippocampe et les structures corticales supérieures. « En somme, 60 % des enfants ayant été diagnostiqué TRA ont des problèmes de comportements, de difficultés émotionnelles, une faible capacité relationnelle avec les pairs et des symptômes d’hyperactivité ».
« D’autres indicateurs comportementaux, tels que le manque d’interaction émotionnelle dans divers contextes sociaux, l’incapacité chez ces enfants à rechercher du réconfort et à être consolés lorsqu’ils se blessent, sont malades ou apeurés, une dépendance excessive vis-à-vis de la figure qui prodigue les soins, un engagement immédiat avec des étrangers, sans méfiance initiale ni protestation, des relations problématiques avec les pairs, des colères fréquentes et une faible estime de soi ont été relevés chez les enfants présentant un diagnostic de TRA.»
Ils peuvent également être perçus comme des enfants manipulateur, parce qu’ils ont des comportements antisociaux comme l’agressivité, la violence ainsi que la tendance à mentir, tricher et voler. « Les comportements violents et destructeurs, les retards développementaux, la cruauté envers les animaux ainsi qu’un faible contrôle des impulsions sont des traits fréquemment retrouvés chez les enfants présentant un diagnostic de TRA ».

## Les traitements
Il existe plusieurs astuces pour aider le traitement et le contrôle de l’ampleur du trouble de l’attachement. Pour favoriser son bien-être, l’enfant a besoin d’un environnement contrôlé dans lequel il peut prévoir ce qu’il va se produire en anticipant les imprévus. Il doit être très bien encadré afin de ne pas se désorganiser. Le cadre doit contenir les limites claires et des attentes précises qui lui permet d’éviter toute déviation. En tant qu’intervenant, il faut les accompagner dans leur désorganisation et leur donner des outils pour anticiper ses prochains débordements. La deuxième intervention est de conserver un certain éloignement (distance émotionnelle) dans la relation avec l’enfant. La meilleure façon d’aider un enfant qui a un trouble de l’attachement est de ne pas lui donner de fausse attente. Il faut aider l’enfant à rester rationnel et de ne pas idéaliser ses relations. La troisième façon d’aider l’enfant est de s’abstenir de jouer au meilleur. Il faut éviter de sombrer dans les jeux de supériorité. Il est pertinent d’éviter d’abuser de son rôle de pouvoir et de «supérieur» en imposant trop de punition. Afin de favoriser une meilleure compréhension chez l’enfant, il faut rester neutre et rester cohérent avec les règles. C’est encore mieux lorsqu'il y a la présence d’un indicateur de temps qui indique la fin de la conséquence. Cela permet que l’enfant sente qu'il a un minimum de contrôle sur la situation. Le dernier outil est d’agir comme une source de référence, comme un miroir. Lorsqu’il y a un débordement, il faut expliquer de façon concrète ce qu’il s’est produit. Il faut l’aider à constater ainsi que de comprendre l’environnement qu’il l’entoure et analyser les émotions qui ont mené à certains comportements. Il existe aussi plusieurs situations qui peuvent être problématiques avec ces jeunes à besoins particuliers. Lorsque ces personnes constatent qu’il y aura une rupture à la relation, ils ont tendance à avoir des comportements «autodestructeurs». Dans ce cas échéant, il faut accompagner de façon graduelle la relation pour éviter les mauvaises réactions.